# Legally Blonde
Legally Blonde (2001) is een Amerikaanse filmkomedie, geproduceerd door Mark Platt en filmproducent Robert Luketic voor Metro-Goldwyn-Mayer studios, waarin onder meer Reese Witherspoon en Selma Blair in spelen.
De film, die door velen werd gezien als een deel van de "Go girl"-hype van de late jaren negentig / begin van het nieuwe millennium, is gebaseerd op het boek van Amanda Brown over haar onprettige tijd die zij ervoer toen zij op de Stanford Law School zat. Stanford gaf evenwel geen akkoord voor het gebruik van de naam van de rechtsopleiding in de film.
Hoewel de film zich op de Harvard University nabij Boston afspeelt, bevond de filmset zich op de Universiteit van Californië in Los Angeles nabij Hollywood.
Het motto voor de film luidt This summer go blonde!.
Er is in 2003 een tweede deel van de film uitgekomen. Deze draagt de naam Legally Blonde 2: Red, White & Blonde.
In 2009 is er nog een spin-off verschenen Legally Blondes, over de nichtjes van Elle. Ze worden gespeeld door de tweeling Rebecca Rosso en Camilla Rosso.
In 2010 werd Legally Blonde de musical door V&V Entertainment in Nederland op de planken gebracht met Kim-Lian van der Meij in de hoofdrol.

## Verhaal
Legally Blonde gaat over een rijk meisje, Elle Woods (Reese Witherspoon), dat houdt van winkelen in Beverly Hills, creditcards en snelle sportwagens. Ze houdt tevens van roze kleding en heeft ook een trendy chihuahua genaamd Bruiser. Ondanks haar "beperkte intelligentie" (een stereotiep kenmerk van het blonde, rijke meisje) gaat zij naar de Harvard Law School, want haar vriend heeft haar gedumpt, omdat hij een slimme vriendin wil.
Haar studie gaat niet zo gemakkelijk als Elle wil doen geloven: ze moet een moeilijke gerechtelijke zaak nemen die veel van haar eist en haar ex-vriend heeft alweer een verloofde, die verloofde mag Elle totaal niet.
Uiteindelijk vindt Elle, nadat haar vriendje onterecht het vertrouwen in haar opzegde, de ware liefde genaamd Emmett, een Harvard Law-professor. Hij moedigt Elle aan om te blijven als zij op het punt staat weer terug te gaan naar Californië, waarop Elle toch besluit te blijven.
Ondertussen is de professor, die Elle probeerde te verleiden, ontslagen en moet Elle de rechtszaak als aankomende advocate overnemen. Hierbij ontdekt zij een opmerkelijk feit, waardoor ze de zaak weet te winnen.
Twee jaar later studeert Elle af aan de Harvard-universiteit, is ze verloofd met Emmett, krijgt de beste vriendin van Elle tijdens haar tijd op Harvard een baby, en heeft haar ex-vriend niemand meer, omdat zijn verloofde hem heeft gedumpt.

## Rolbezetting
| Acteur               | Personage                         |
| -------------------- | --------------------------------- |
| Reese Witherspoon    | Elle Woods                        |
| Luke Wilson          | Emmett Richmond                   |
| Selma Blair          | Vivian Thelma Kensington          |
| Matthew Davis        | Warner Huntington III             |
| Victor Garber        | Professor Callahan                |
| Jennifer Coolidge    | Paulette Bonafonté                |
| Holland Taylor       | Professor Stromwell               |
| Ali Larter           | Brooke Taylor Windham             |
| Jessica Cauffiel     | Margot                            |
| Alanna Ubach         | Serena                            |
| Oz Perkins           | 'Dorky' David Kidney              |
| Linda Cardellini     | Chutney Windham                   |
| Bruce Thomas         | koerier van UPS                   |
| Meredith Scott Lynn  | Enid Wexler                       |
| Raquel Welch         | Mrs. Windham Vandermark           |
| Samantha Lemole      | Claire                            |
| Shannon O'Hurley     | openbaar aanklager Joyce Rafferty |
| Greg Serano          | Enrique Salvatore                 |
| Francesca P. Roberts | rechter Marina R. Bickford        |
| Moonie               | Bruiser, Elle's chihuahua         |

## Trivia
- In de boekversie van de film is Elle lid van de studentenvereniging 'Delta Gamma', echter, in de film werd dit veranderd in 'Delta Nu' om problemen te voorkomen.
- Het karakter van Reese Witherspoon heeft in de film wel 40 keer een andere haarstijl.
- Reese Witherspoon heeft de hele garderobe van haar personage mee naar huis genomen van de filmset. Dit liet ze ook in haar contract zetten. Later, bij de opnames van de vervolgfim Legally Blonde 2, zou ze dezelfde stipulatie opnieuw in haar contract laten opnemen. Naar eigen zeggen wilde ze voorkomen dat de outfits op het internet verkocht zouden worden.[2]